# Claude Mellan

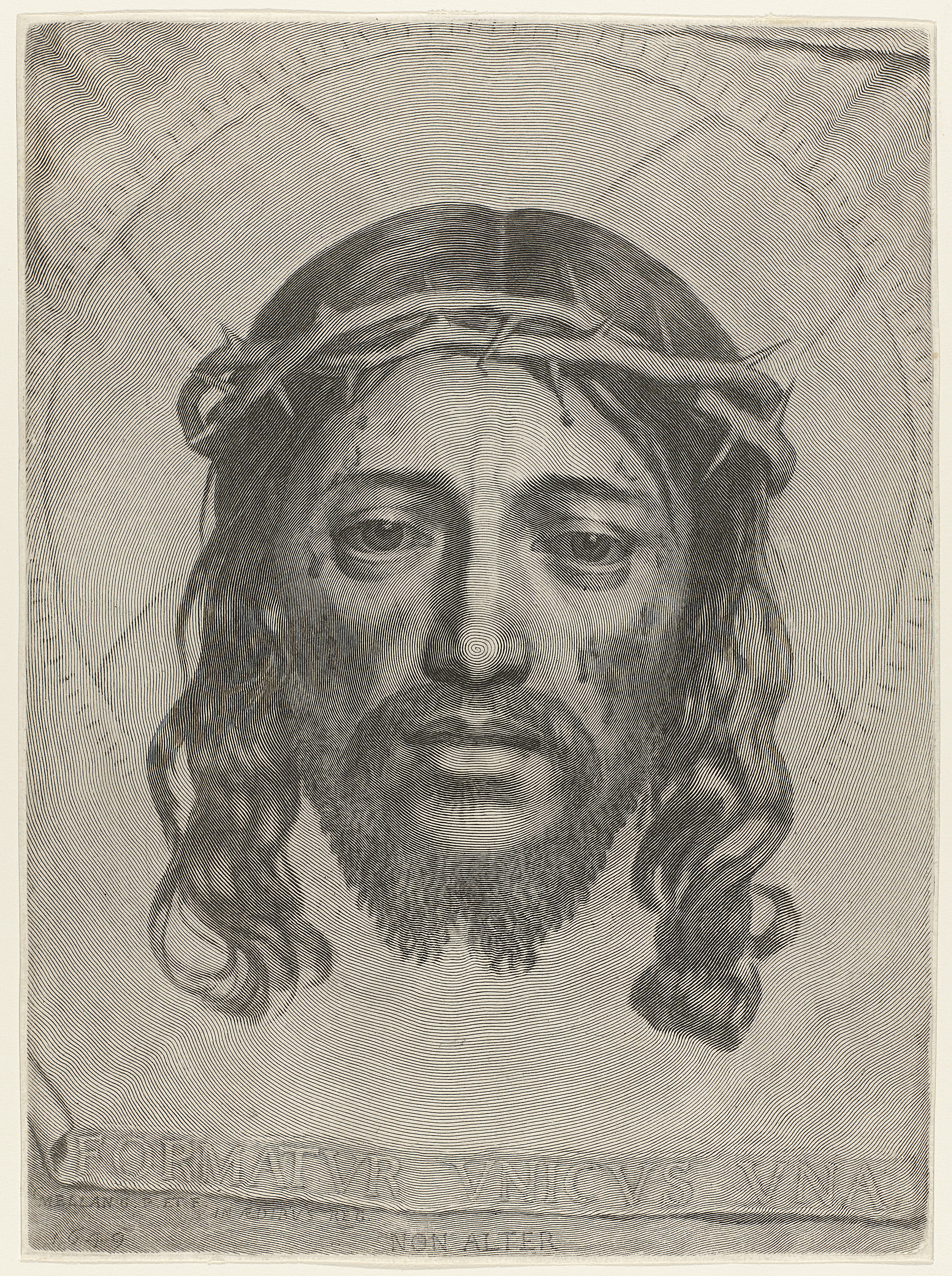
Claude Mellan – ”Veronikas svetteduk” (1649).

Claude Mellan, född 23 maj 1598 i Abbeville, Frankrike, död 9 mars 1688 i Paris, var en fransk gravör och målare under barocken. Mellan har blivit berömd för gravyren ”Veronikas svetteduk” (1649), som har utförts med en enda gravyrlinje. Mellan är representerad vid bland annat Nationalmuseum